# قلعه عالی (همایجان)
قلعه عالی یک روستا در ایران است که در دهستان همایجان شهرستان سپیدان واقع شده‌است که در سال ۱۲۸۵ هجری شمسی توسط عالی یا علی منصوری و برادرش زالی بنیان نهاده شد. قلعه عالی ۱۲۳ نفر جمعیت دارد.